# Kvartslampa

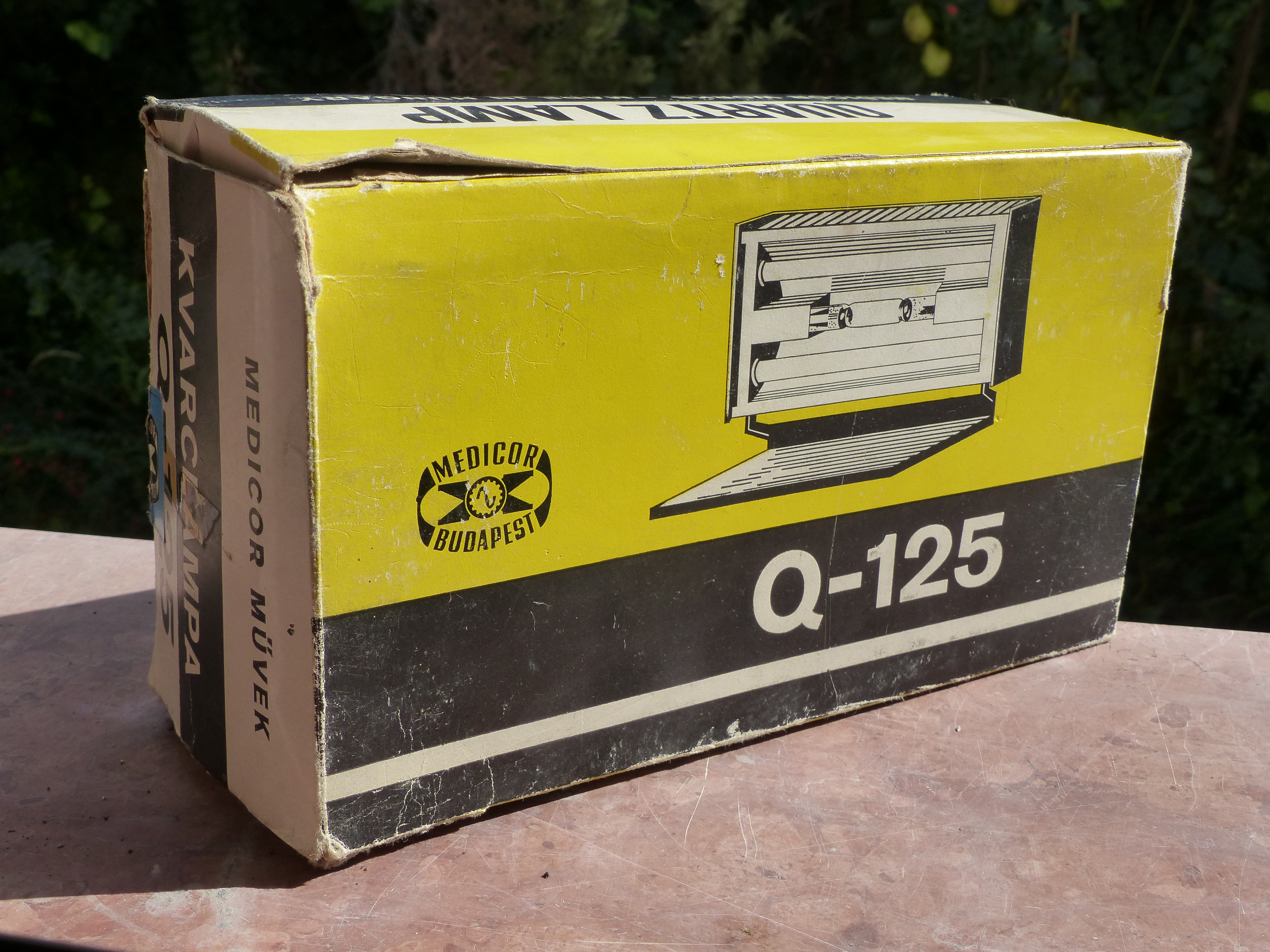
Förpackning till en Medicor Q 125, en kvartslampa för hemmabruk.

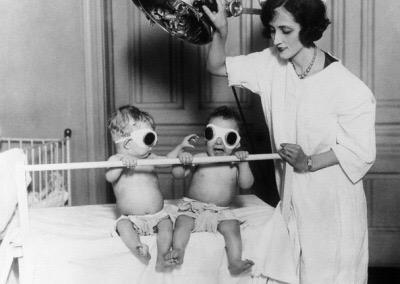
Behandling av rakitis med kvartslampa, år 1925.

Kvartslampa är en båglampa med kolv av kvartsglas, det vill säga glas av ren kvartssand utan tillsatser, som släpper igenom mycket av den ultravioletta strålning (UV-ljus) som ljusbågen alstrar. Ofta används en kvicksilverlampa där strömmen får kvicksilverångor att glöda, och vars ljusbåge är rik på ultravioletta strålar. Kvartslampan var en föregångare till vår tids solarielampor och användes under 1900-talet inom läkarvården, bland annat vid behandling av rakitis och tuberkulos. På grund av att man ofta använde en kvicksilverlampa blev detta en synonym för kvartslampa. En annan synonym var högsolslampa.